# Moransengo
Moransengo est une commune de la province d'Asti dans le Piémont en Italie.

## Administration
| Période                                  | Période | Identité             | Étiquette | Qualité |
| ---------------------------------------- | ------- | -------------------- | --------- | ------- |
|                                          |         | Piera Sesia in Gatti |           |         |
| Les données manquantes sont à compléter. |         |                      |           |         |

### Communes limitrophes
Brozolo, Brusasco, Cavagnolo, Cocconato, Tonengo